# Union montilienne sportive
L'Union montilienne sportive, meglio conosciuta come UMS Montélimar o semplicemente con l'acronimo UMS, è una società di calcio francese, con sede a Montélimar.

## Storia
La squadra venne fondata il 26 giugno 1924. La squadra ha vissuto il suo periodo di maggior prestigio all'inizio degli anni '70 del XX secolo, quando raggiunse la serie cadetta transalpina sotto la guida di Edmond Boulle. Nella stagione 1970-1971, quella d'esordio dei rossoblù, terminò al dodicesimo posto del Girone C.
La stagione seguente venne chiusa al decimo posto nel Girone C, miglior piazzamento mai ottenuto dal club. L'UMS retrocedette al termine della Division 2 1972-1973, non riuscendo più a tornare in cadetteria negli anni seguenti.